# Felice Brunetti
Felice Brunetti (Castello di Annone, 4 febbraio 1889 – Torino, 13 settembre 1967) è stato un medico, calciatore e arbitro di calcio italiano.

## Biografia
È stato un importante primario di un famoso ospedale torinese: il "Policlinico Generale". Anche sulle cronache sportive lo chiamavano il "dottor Brunetti".
Fu premiato per i 50 anni ininterrotti di attività al servizio della sanità torinese.

### Calciatore
Iniziò a giocare nella 3ª squadra del Torino nella stagione 1909-1910 sempre nel ruolo di terzino destro. La stagione seguente lo troviamo nelle riserve di Seconda Categoria.
Approdò poi in 1ª squadra, dove giocò nelle due stagioni successive fino al 1912-1913.
Smise di giocare nel 1913 e decise di iniziare a dirigere gare di campionato.

### Arbitro
Prese la tessera di arbitro dell'Associazione Italiana Arbitri nel 1913. L'A.I.A. lo inserì fra gli "arbitri ufficiali" la stagione successiva.
Era tesserato per il F.C. Torino.
La prima partita che diresse in Prima Categoria 1914-1915 fu la gara disputata a Milano il 4 ottobre 1914 Nazionale Lombardia-Casale (1-1).
Partì volontario quale ufficiale di Sanità e, congedato alla fine del primo conflitto mondiale, diede subito la sua disponibilità per arbitrare le gare regionali. L'A.I.A. lo inserì fra gli arbitri meritevoli della qualifica di "arbitro federale", abilitandolo alla direzione delle semifinali e finali nazionali.
Con la scissione in due federazioni, nel 1921 seguì il Torino, arbitrando la Prima Divisione C.C.I.
Arbitrò in Prima Divisione fino alla fine della stagione 1924-1925, stagione in cui diresse una sola gara, Novara-Derthona (2-1) dell'8 febbraio 1925.
Alla fine della sua carriera arbitrale gli fu conferito il distintivo d'oro dato a tutti gli arbitri benemeriti.